# 穆鸿利
穆鸿利（1935年5月23日—2023年1月4日），笔名泓历，男，满族，辽宁辽阳人，中国辽金史家，东北师范大学历史系教授。